# Oreste (Voltaire)
Pour les articles homonymes, voir Oreste (homonymie).
Oreste est une pièce de théâtre en cinq actes de Voltaire créée en 1750.

## Action
Acte 1
L'action se déroule sur la plage de la mer, entourée d'une forêt, d'un temple, d'un palais et d'un tombeau. Au loin se trouve Argos. Après son retour de Troie, Agamemnon fut assassiné par sa femme Clytemnestre (Clytemnestre) et son amant Égiste (Égisthe). Électre (Elektra) veut venger le sang d'Agamemnon. Elle ne sait pas si son frère Oreste est encore en vie. Elle l'appelle à venir pour qu'elle puisse le guider vers la vengeance. Clytemnestre frémit car un oracle aurait prophétisé qu'un jour Oreste poserait sa main meurtrière sur elle et sur Égiste.
Acte 2
Oreste et son ami Pylade sont en voyage. Le vieux Pammène leur annonce qu'ils sont sur le territoire d'Égistes et leur montre la tombe d'Agamemnon. A la cour, Électre refuse d'épouser Plistène, le fils d'Égiste. Elle apprend de sa sœur Iphise que son frère est toujours vivant et présent à la cour.
Acte 3
16 ans après le meurtre, Oreste revient, accompagnée de Pylade et Pammènes, pour venger son père et libérer Électre de l'esclavage. Dans un premier temps, il ne se révèle pas à sa sœur : l'urne qu'il a apportée contient les restes d'Oreste. Égiste est soulagé d'apprendre la nouvelle du décès du fils du roi. – Il apprend bientôt la mort de son propre fils.
Acte 4
Électre fait appel aux Euménides : les déesses de la vengeance devraient les armer. Oreste se révèle à sa sœur. Tous deux discutent de la suite à donner : les oracles et les dieux leur sont favorables.
Acte 5

Égiste a des soupçons sur Oreste, mais ignore si l'un des deux nouveaux venus est le fils du roi. Il donne l'ordre que tous deux soient exécutés, mais l'ordre n'est pas exécuté. Oreste passe maintenant à l’action. Clytemnestre implore son fils d'épargner Égiste, mais les Euménides le poussent au meurtre : il tue le tyran et sa propre mère. Oreste dit à Électre que ce n'était pas lui-même : une force terrible dirigeait ses coups.

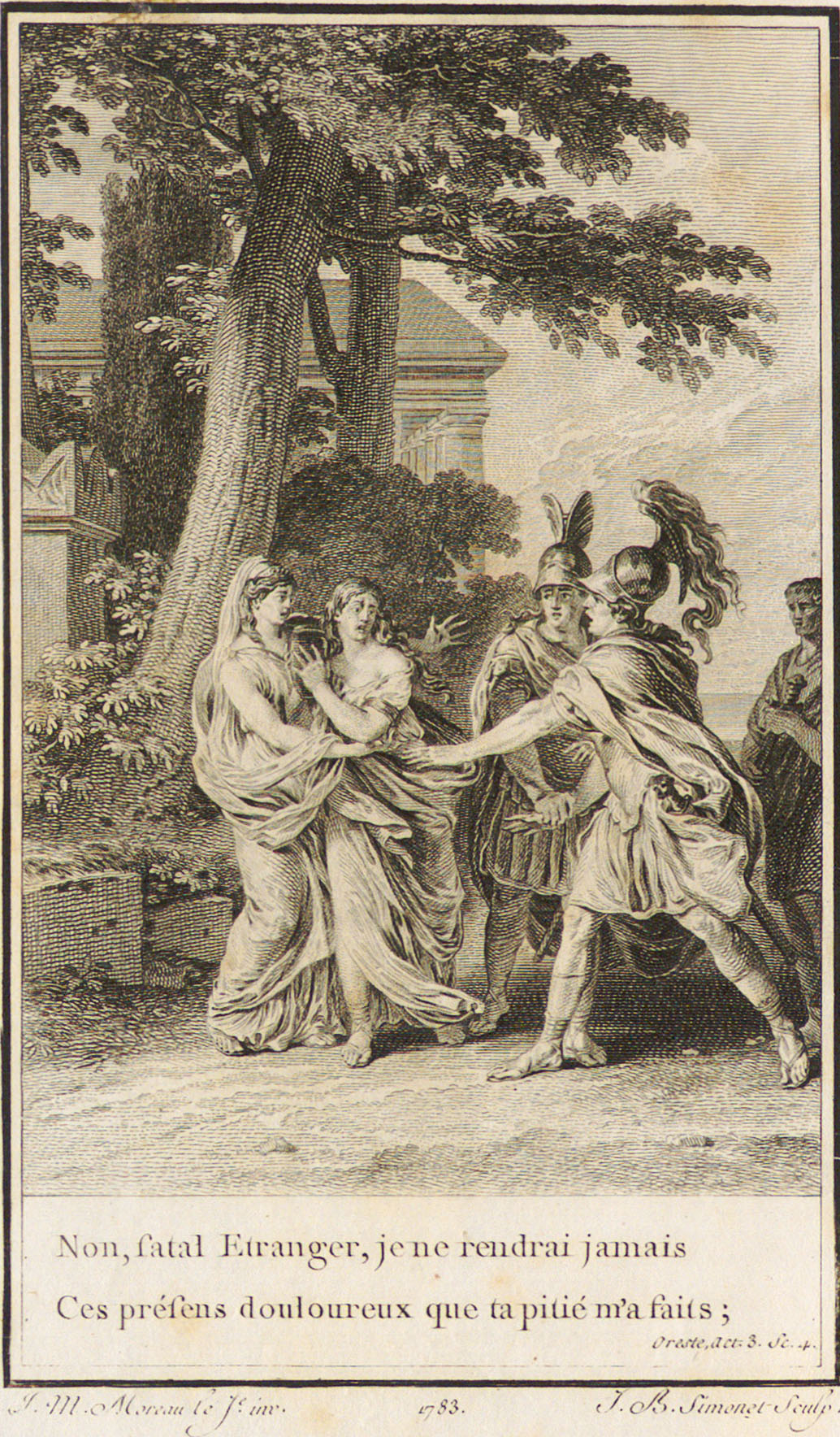
Voltaire, Oreste, gravure de l'édition "de Kehl" de 1784-89. On peut y lire l'épigraphe suivante : Non, fatal étranger, je ne rendrai jamais ces présents douloureux que ta pitié m'a faits.